# 新卡斯托尔诺耶
新卡斯托尔诺耶（羅馬化：Novokastornoye）是俄罗斯库尔斯克州的市级镇，属卡斯托尔诺耶区，位于顿河流域内贝斯特拉亚索斯纳河一支流奥雷姆河畔，地处库尔斯克州东部，在区行政中心卡斯托尔诺耶南、州府库尔斯克东方，东侧有同属一区的市级镇奥雷姆斯基。镇内设有铁路车站。
该地2021年人口有1,599人；2010年人口2,014人；2002年人口2,508人。